# Cuphea lehmannii
Cuphea lehmannii är en fackelblomsväxtart som beskrevs av Emil Bernhard Koehne. Cuphea lehmannii ingår i släktet blossblommor, och familjen fackelblomsväxter. Inga underarter finns listade i Catalogue of Life.